# Walter Eriksson
Walter Algot Eriksson, född 30 maj 1926 i Brooklyn i New York, död där 20 september 1993, var en amerikansk dragspelare.

## Diskografi

### Album
- 1968 – Dansa me' mej!.[1]

- 1979 – Walter Eriksson & Bröderna Lindqvist spelar Andrew Walter.[2]
- 1980 – Favoriter som biter. Tillsammans med Hasse Tellemar.[3]

- 1981 – Hasse och Walter. Tillsammans med Hasse Tellemar.[4]

- 1982 – Åland i mitt hjärta.[5]

- 1984 – The Best Of Time.[6]

### Singlar
- 1956 – 2 Walters. Tillsammans med Andrew Walter.[7]

- 1963 – Penséer. Tillsammans med Andrew Walter.[8]

- 1969 – Smålandslåtar. Tillsammans med Andrew Walter och Helge Blom.[9]